# 655 aC
L'any 655 aC va ser un any del calendari romà pre-julià. A l'Imperi Romà es coneixia com l'any 99 ab urbe condita. La denominació 655 aC per a aquest any s'ha utilitzat des de l'època medieval primerenca, quan l'era del calendari Anno Domini es va convertir en el mètode prevalent a Europa per nomenar els anys.

## Esdeveniments

### Egipte
- El rei Psammètic I marxa cap a Pentàpolis filistea (sud-oest del Llevant) a la recerca de les forces d'Assíria mentre consolida la seva autoritat alhora que evita l'expansió territorial.

### Grècia
- Estagira a la península Calcídica és fundada per jonis provinents d'Andros.[1]